# يوهان فون أبل
يوهان فون أبل هو سياسي نمساوي، ولد في 11 نوفمبر 1826 في البوسنة في البوسنة والهرسك، وتوفي في 1906 في فيينا في النمسا.